# СК «Балта» (жіночий волейбольний клуб)
СК «Балта» — український жіночий волейбольний клуб із міста Балти.

## Історія
Команда заснована у 2019 році під назвою СК «Балта-БПК». 
У сезоні 2019/2020 дебютувала у чемпіонаті України серед команд першої ліги. 
У сезоні 2020/2021 здобули золоті медалі чемпіонату України серед команд першої ліги. 
У сезоні 2021/2022 дебютувала у вищій лізі України. Чемпіонат завершено достроково через пандемію COVID-19. 
У сезоні 2022/2023 команда дебютувала в Суперлізі України. За підсумками чемпіонату посіла 5-те місце в Суперлізі України. 
У сезоні 2023/2024 команду очолив Андрій Романович.
СК «Балта» дебютує на європейській арені. Українки візьмуть участь у Кубку виклику, де зіграють проти азербайджанського «Азеррейла».
Сезон 2024/2025 розпочався з матчу за Суперкубок України з поразки.  
Команда Андрія Романовича вперше в своїй історії виборола національний трофей Кубок України. 

## Склад команди

### Гравці
Сезон 2024/2025 
| №  | Ім'я, прізвище         | Дата народження | Позиція               |
| -- | ---------------------- | --------------- | --------------------- |
| 1  | Катерина Васильєва     | 10.03.2003      | Ліберо                |
| 2  | Анастасія Кучер        | 07.06.2004      | Центральний блокуючий |
| 4  | Ксенія Ратій           | 30.05.2004      | Центральний блокуючий |
| 5  | Анна Лиса              | 06.11.2004      | Центральний блокуючий |
| 7  | Катерина Волченко      | 30.04.1999      | Зв'язуючий            |
| 8  | Алла Політанська       | 27.09.1988      | Зв'язуючий            |
| 9  | Анастасія Березовська  | 28.10.2004      | Діагональний          |
| 10 | Марія Накоскіна        | 14.10.2006      | Догравальник          |
| 11 | Дар'я Макарова         | 01.11.2006      | Догравальник          |
| 15 | Ірина Ногіна           | 05.05.2001      | Догравальник          |
| 16 | Ганна Кириченко        | 26.02.1991      | Догравальник          |
| 17 | Анастасія Стрельбицька | 26.08.2002      | Діагональний          |
| 24 | Яна Прокопова          | 07.11.2005      | Ліберо                |

## Досягнення
Чемпіонат України
- Чемпіон Першої ліги України: 2020-2021.

Кубок України
- Переможець  Кубка України (1): 2024-2025.

Суперкубок України
- Фіналіст Суперкубок України (1): 2024-2025.